# Yungipicus nanus
El pico crestipardo (Yungipicus nanus) es una especie de ave piciforme de la familia Picidae que vive en  Pakistán, India y Sri Lanka. Su taxonomía es discutida y algunos taxónomos lo consideran una subespecie del pico de la Sonda.

## Descripción
Es un carpintero de pequeño tamaño con el plumaje de las partes superiores pardo moteado en blanco, y las inferiores blancas veteadas en marrón. Su píleo es de color castaño, con bordes rojos en los machos, y presenta anchas listas oculares negras que contrastan con las superciliares y bigoteras blancas. Tiene los irises de los ojos blancos con los bordes rosas.